# Issoria fulgens
Issoria fulgens är en fjärilsart som beskrevs av Bang-haas 1927. Issoria fulgens ingår i släktet Issoria och familjen praktfjärilar. Inga underarter finns listade i Catalogue of Life.